# Institution du Mérite militaire
L'Institution du Mérite militaire (Istituzione al merito militare') è un ordine cavalleresco istituito, il 10 marzo 1759, da Luigi XV di Francia per ricompensare gli ufficiali di fede protestanti che si fossero distinti al servizio della Francia e che per la loro natura religiosa non avevano accesso all'Ordine di San Luigi.

## Storia
L'ordine venne creato ad imitazione dell'Ordine di San Luigi, che si prefiggeva sempre a premiare i distinti per meriti militari, ma esclusivamente di fede cattolica. L'esercito francese dell'Ancien Régime si avvalse più volte di mercenari stranieri, soprattutto svizzeri e tedeschi, ove gli ufficiali il più delle volte erano di fede protestante. Fu per incitare lo zelo di questi ufficiali che il luogotenente generale de Courten, svizzero cattolico, diede il via all'idea di creare una decorazione per premiare anche i protestanti. L'istituzione dell'ordine ad ogni modo, per non creare disordini religiosi con la carica del sovrano, non divenne mai un "ordine reale" ma rimase un segno di stima particolare del sovrano nei confronti di quanti avessero servito fedelmente il re e la Francia.
L'ordine venne riunito all'Ordine di San Luigi nel 1791 sotto il nome di Décoration Militaire. La Décoration Militaire venne poi soppressa nel 1792 con la caduta della monarchia francese, ma Luigi XVIII continuò a nominare cavalieri anche in esilio. L'istituzione venne riabilitata nel 1814 con la restaurazione monarchica in Francia e venne estesa non solo ai protestanti, ma anche ai mammelucchi ed ai musulmani, assumendo quindi più in generale la qualifica di decorazione destinata ai "non cattolici". A partire dal 1814 il nastro della decorazione fu il medesimo dell'Ordine di San Luigi. L'ultima nomina all'ordine risale al 1829 e nel 1830 con la rivoluzione di luglio e la caduta della dinastia dei Borbone di Francia, i nuovi sovrani della dinastia di Orleans non ripristinarono l'onorificenza ormai obsoleta.

## Classi
L'ordine venne diviso in tre gradi che rapidamente ottennero i nomi informali di cavaliere, commendatore e cavaliere di gran croce a seconda dei meriti acquisiti. Questi titoli vennero ufficializzati solo nel 1785 con la prima modifica agli statuti dell'ordine che portò il grado di cavaliere a numero illimitato, il grado di commendatore a 4 e 2 per quello di gran croce. Le modifiche del 1785 precisarono inoltre che nell'ordine potessero esservi non più di 18 colonnelli o gradi superiori (raramente), non più di 20 tenenti-colonnelli, non più di 22 maggiori e che per tutti gli altri gradi minori fossero richiesti almeno 28 anni di servizio militare continuato.
|           |              |                         |  |  |
| Medaglie  |              |                         |  |  |
|           |              |                         |  |  |
| Nastri    |              |                         |  |  |
| Cavaliere | Commendatore | Cavaliere di Gran Croce |  |  |

## Insegne
- La croce era identica a quella dell'Ordine di San Luigi, fatto salvo il medaglione centrale ove una spada rimpiazzava l'effigie di San Luigi, attorniata dal motto "PRO VIRTUTE BELLICA". Sul retro il medaglione riportava uno sfondo rosso con due rami d'alloro intrecciati a corona ed attorno la scritta "LUDOVICUS XV INSTITUIT 1759".
- La placca, prevista per la sola classe di cavaliere di gran croce, come nel caso della croce, era identica a quella della gran croce dell'Ordine di San Luigi, fatto salvo il medaglione centrale ove una spada rimpiazzava l'effigie di San Luigi.
- Il nastro per il distintivo era blu.

## Insigniti notabili
- Guglielmo Enrico di Nassau-Saarbrücken, cavaliere di gran croce
- Charles-Daniel de Meuron, cavaliere
- John Paul Jones (1747-1792), cavaliere
- Władysław Grzegorz Branicki, cavaliere
- Esprit Tranquille Maistral, cavaliere